# 谢尔盖·阿夫杰耶夫
谢尔盖·瓦西里耶维奇·阿夫杰耶夫（俄语：Серге́й Васи́льевич Авде́ев，羅馬化：Sergei Vasilyevich Avdeyev，1956年1月1日—）是一位俄罗斯退役宇航员，是俄罗斯第74位宇航员，世界第274位宇航员。他曾三次前往太空，十次进行舱外活动。

## 宇航员生涯
谢尔盖·阿夫杰耶夫1956年1月1日出生于苏联俄罗斯苏维埃联邦社会主义共和国萨马拉州恰帕耶夫斯克，1979年毕业于莫斯科工程物理研究所，1987年被选拔进入宇航员队伍，然后在加加林宇航员培训中心接受太空培训。

### 和平号空间站
1992年3月，谢尔盖·阿夫杰耶夫担任和平号空间站第11次远征（联盟TM-14）后备机组飞行工程师。
1992年7月27日，谢尔盖·阿夫杰耶夫以飞行工程师身份与俄罗斯宇航员阿纳托利·索洛维耶夫搭乘联盟TM-15升空，与和平号空间站对接，执行第12次远征任务，期间进行了四次舱外活动，1993年2月1日阿夫杰耶夫与索洛维耶夫、法国宇航员米歇尔·托尼尼返回地球。
1994年10月，谢尔盖·阿夫杰耶夫担任和平号空间站第17次远征（联盟TM-20）后备机组飞行工程师。
1995年9月3日，谢尔盖·阿夫杰耶夫以飞行工程师身份与俄罗斯宇航员尤里·吉德津科、德国宇航员托马斯·赖特尔搭乘联盟TM-22升空，与和平号空间站对接，执行第20次远征任务，期间进行了两次舱外活动，1996年2月29日三人返回地球。
1997年8月，谢尔盖·阿夫杰耶夫担任和平号空间站第24次远征（联盟TM-26）后备机组飞行工程师。
1998年8月13日，谢尔盖·阿夫杰耶夫以飞行工程师身份与俄罗斯宇航员根纳季·帕达尔卡、尤里·巴图林乘联盟TM-28升空，与和平号空间站对接，执行第26、27次远征任务，期间进行了四次舱外活动，1999年8月28日阿夫杰耶夫与俄罗斯宇航员维克托·阿法纳西耶夫、法国宇航员让-皮埃尔·艾涅尔搭乘联盟TM-29返回地球。

### 太空任务总计
| # | 发射载具  | 发射时间（UTC）      | 任务代号 | 返回载具  | 着陆时间（UTC）       | 时长总计      | 舱外活动次数 | 舱外活动时长 |
| - | --------- | -------------------- | -------- | --------- | --------------------- | ------------- | ------------ | ------------ |
| 1 | 联盟TM-15 | 1992年7月27日6时8分  | EO-12    | 联盟TM-15 | 1993年2月1日3时48分   | 188日21时39分 | 4            | 18时21分     |
| 2 | 联盟TM-22 | 1995年9月3日9时0分   | EO-20    | 联盟TM-22 | 1996年2月29日10时42分 | 179日1时41分  | 2            | 5时45分      |
| 3 | 联盟TM-28 | 1998年8月13日9时43分 | EO-26/27 | 联盟TM-29 | 1999年8月28日0时34分  | 379日14时51分 | 4            | 17时53分     |
|   |           |                      |          |           |                       | 747日14时14分 | 10           | 41时59分     |

太空行走统计
| #      | 日期（UTC）    | 同伴                            | 持续时长 |
| ------ | -------------- | ------------------------------- | -------- |
| 1      | 1992年9月3日   | 阿纳托利·索洛维耶夫             | 3时56分  |
| 2      | 1992年9月7日   | 阿纳托利·索洛维耶夫             | 5时8分   |
| 3      | 1992年9月11日  | 阿纳托利·索洛维耶夫             | 5时44分  |
| 4      | 1992年9月15日  | 阿纳托利·索洛维耶夫、德国宇航员 | 3时33分  |
| 5      | 1995年10月20日 | 托马斯·赖特尔                   | 5时16分  |
| 6      | 1995年12月8日  | 尤里·吉德津科                   | 0时29分  |
| 7      | 1998年9月15日  | 根纳季·帕达尔卡                 | 0时30分  |
| 8      | 1998年11月10日 | 根纳季·帕达尔卡                 | 5时54分  |
| 9      | 1999年7月23日  | 维克托·阿法纳西耶夫             | 6时7分   |
| 10     | 1999年7月28日  | 维克托·阿法纳西耶夫             | 5时22分  |
| 总时长 | 总时长         | 总时长                          | 41时59分 |

## 荣誉
- 俄罗斯联邦英雄
- 二级祖国功勋勋章（1999年11月22日）
- 三级祖国功勋勋章（1996年4月1日）
- 太空探索优异奖章（2011年4月12日）
- 荣誉军团骑士勋位（1999年3月，法国）
- 俄罗斯联邦宇航员（1993年2月5日）
- 恰帕耶夫斯克荣誉市民（2004年）